# Дзялкі-Сусковольські
Дзялкі-Сусковольські (пол. Działki Suskowolskie) — село в Польщі, у гміні Пйонки Радомського повіту Мазовецького воєводства.